# Точний функтор
Точний функтор — функтор, який переводить точні послідовності в точні послідовності. Точні функтори є зручними для обчислень в гомологічній алгебрі, оскільки їх можна відразу застосовувати до резольвенти об'єктів. Велика частина гомологічної алгебри була побудована для того, щоб зробити можливою роботу з функторами, які є в певному сенсі близькими до точних.

## Означення
Нехай {\displaystyle P} і {\displaystyle Q} — абелеві категорії і {\displaystyle F:P\to Q} — адитивний функтор. Розглянемо довільну коротку точну послідовність:
{\displaystyle 0\to A\to B\to C\to 0}
об'єктів {\displaystyle P}.
Якщо {\displaystyle F} — коваріантний функтор, {\displaystyle F} називається:
- Напівточним, якщо {\displaystyle F(A)\to F(B)\to F(C)} є точною послідовністю;
- Точним зліва, якщо {\displaystyle 0\to F(A)\to F(B)\to F(C)} є точною послідовністю;
- Точним справа, якщо {\displaystyle F(A)\to F(B)\to F(C)\to 0} є точною послідовністю;
- Точним, якщо {\displaystyle 0\to F(A)\to F(B)\to F(C)\to 0} є точною послідовністю.

Якщо {\displaystyle G} — контраваріантний функтор з {\displaystyle P} в {\displaystyle Q}, то {\displaystyle G} називається:
- Напівточним, якщо {\displaystyle G(C)\to G(B)\to G(A)} є точною послідовністю;
- Точним зліва, якщо {\displaystyle 0\to G(C)\to G(B)\to G(A)} є точною послідовністю;
- Точним справа, якщо {\displaystyle G(C)\to G(B)\to G(A)\to 0} є точною послідовністю;
- Точним, якщо {\displaystyle 0\to G(C)\to G(B)\to G(A)\to 0} є точною послідовністю.

Не обов'язково брати в якості вихідної послідовність саме такого виду; наприклад, точний функтор можна визначити як функтор, що переводить точні послідовності виду {\displaystyle A\to B\to C} в точні послідовності.
Існує також більш загальне означення яке вводить поняття точних функторів для більш загальних категорій, не обов'язково абелевих: коваріантний функтор точний зліва тоді і тільки тоді, коли він переводить скінченні границі в границі. При заміні слова «коваріантний» на «контраваріантний» або «зліва» на «справа» потрібно одночасно замінити «границі» на «кограниці». Точний функтор — функтор, точний зліва і справа.

## Приклади
- Будь-яка еквівалентність абелевих категорій є точним функтором.
- Найбільш важливий приклад точного зліва функтора — функтор Hom. Якщо {\displaystyle {\mathcal {A}}} — довільна локально мала абелева категорія і {\displaystyle A} — її об'єкт, то {\displaystyle \mathrm {Hom} _{\mathcal {A}}(A,X)} — коваріантний адитивний функтор в категорію абелевих груп [1]. Цей функтор є точним тоді і тільки тоді, коли {\displaystyle A} є проективним модулем. Відповідно, контраваріантний функтор {\displaystyle \mathrm {Hom} _{\mathcal {A}}(X,A)} є точним тоді і тільки тоді, коли {\displaystyle A} є ін'ективним модулем.
- Нехай {\displaystyle k}  є полем і {\displaystyle V} — векторним простором над {\displaystyle k}. Функтор, що ставить векторному простору у відповідність його спряжений простір {\displaystyle V^{*}=\mathrm {Hom} _{k}(V,k)} є контраваріантним точним функтором з категорії {\displaystyle k}-векторних просторів у себе (оскільки {\displaystyle k} є ін'єктивним {\displaystyle k}-модулем).
- Нехай {\displaystyle X} — топологічний простір і розглянемо абелеву категорію всіх пучків абелевих груп на {\displaystyle X}. Функтор, що ставить у відповідність кожному такому пучку {\displaystyle F} групу глобальних перетинів {\displaystyle F(X)} є точним зліва.
- Якщо {\displaystyle T} — правий {\displaystyle R}-модуль, то можливо визначити функтор {\displaystyle H_{T}} з категорії лівих {\displaystyle R}-модулів в {\displaystyle \mathbf {Ab} } за допомогою тензорного добутку {\displaystyle R:H_{T}(X)=T\otimes X}. Цей функтор є точним справа; він є точним тоді і тільки тоді, коли {\displaystyle T} — плоский модуль.
- Нехай {\displaystyle R} — комутативне кільце, {\displaystyle S} — його мультиплікативна підмножина. Функтор, що кожному {\displaystyle R}-модулю {\displaystyle M} ставить у відповідність модуль часток {\displaystyle M_{S}} є точним функтором із категорії {\displaystyle R}-модулів у категорію {\displaystyle R_{S}}-модулів.